# Vol Air Transat 236
Le 24 août 2001, le vol Air Transat 236, un vol international régulier assuré par un Airbus A330 de la compagnie canadienne Air Transat entre Toronto et Lisbonne, se retrouve en panne de kérosène au-dessus de l'océan Atlantique. Le commandant de bord Robert Piché et son copilote Dirk DeJager, dotés d'un excellent sens de l'air, réussissent à poser l'appareil sur une piste d'atterrissage de la base aérienne de Lajes, située sur l'île de Terceira, aux Açores, avec les deux moteurs arrêtés et après un vol plané de 21 minutes sur une distance de 120 km, sauvant la vie des 293 passagers et 13 membres d'équipage présents à bord ; seuls 18 d'entre eux ont été légèrement blessés lors de l'évacuation d'urgence. À la suite de cet incident inhabituel, cet avion a été surnommé le « Planeur des Açores ».

## Avion et équipage
L'appareil impliqué est un Airbus A330-243 âgé de deux ans, immatriculé C-GITS, qui a volé pour la première fois le 17 mars 1999, configuré avec 362 sièges en cabine et mis en service par Air Transat le 28 avril 1999. 
Cet avion de ligne long-courrier est propulsé par deux turboréacteurs à double flux, de type Rolls-Royce Trent 772B-60, capables de délivrer chacun une poussée de 316 000 newtons.
Le vol 236 est assuré par le commandant de bord Robert Piché, qui totalise 16 800 heures de vol, dont 796 sur Airbus A330, et le copilote Dirk DeJager, qui cumule 4 800 heures de vol, dont 386 heures sur Airbus A330. 

## Nature de la panne
En vol et pendant la nuit, alors que l'avion a parcouru plus des deux tiers de son trajet, le commandant de bord et l'officier pilote de ligne (OPL, copilote) sont avertis d'un problème de pression d'huile trop forte et d'une température d'huile trop basse sur le moteur droit. Ceci constitue une panne inattendue en vol : en effet, c'est plutôt l'inverse qui peut se produire, à savoir une température trop élevée entraînant une baisse de la pression. Le manuel d'instruction du bord ne répertorie pas cette panne, et le centre technique d'Air Transat de Mirabel au Québec, contacté par radio, n'est pas non plus capable de fournir une explication. 
Ce problème d'huile ne mettant pas en danger l'avion, les pilotes décident de continuer le vol normalement, suspectant un problème informatique. Vingt minutes plus tard, une deuxième alarme se déclenche, avertissant cette fois d'un problème de déséquilibre entre les quantités de kérosène des réservoirs présents dans chaque aile. 
Sans le réaliser, les pilotes sont confrontés à une fuite de kérosène. En cas d'alarme de déséquilibre des quantités de kérosène, le manuel spécifie alors d'ouvrir la vanne de transfert entre les réservoirs pour rééquilibrer les niveaux de kérosène, mais ce transfert ne doit pas être effectué si une fuite de carburant est suspectée. Mais comme le premier officier a fait un contrôle, habituel, des quantités restantes de carburant un quart d'heure auparavant et que tout était normal, le commandant lui demande d'ouvrir la vanne de transfert. Ce faisant, ils provoquent la perte de la majeure partie de carburant restant à cause de cette fuite, dont ils ignorent l'existence. Le problème de déséquilibre persistant, le commandant commence à suspecter un possible problème de fuite. Il demande à la chef de cabine principale d'aller voir par un des hublots de l'arrière si elle voit une traînée sur le derrière de l'aile, mais, avec la nuit, cette dernière ne voit rien. La vanne de transfert reste ouverte et le premier officier contrôle à nouveau le niveau de carburant. Il s'avère qu'il ne reste presque plus de kérosène. Moins d'une heure après la première alarme, le moteur droit s'arrête, suivi quinze minutes plus tard du moteur gauche. L'avion plane.

## Origine de la panne
Le moteur droit de l'avion avait été déposé pour maintenance et remplacé par un moteur envoyé par Rolls Royce. Mais ce moteur a été fourni sans les raccords de la pompe hydraulique. Les mécaniciens d'Air Transat ont alors utilisé des pièces prises sur un ancien réacteur. Mais les conduites et la patte de fixation ne correspondaient pas exactement et la canalisation hydraulique a frotté contre une canalisation de carburant pendant les cinq jours précédant l'accident.  
L'interférence a été causée par une incorporation incomplète du bulletin de service.
Le frottement subséquent a entraîné la défaillance de la canalisation de carburant. Le chef mécanicien s'était inquiété de ce remplacement par une pièce ne correspondant pas exactement mais ses supérieurs n'ont pas voulu immobiliser l'avion le temps que les pièces adéquates arrivent. 
La fuite, estimée à 4 litres par seconde, a causé un débit supérieur à la normale de kérosène à travers l'échangeur de chaleur carburant-huile, utilisé pour prélever de la chaleur à l'huile et réchauffer le carburant pour accroître l'efficacité du moteur. Le débit inhabituel dans l'échangeur a entraîné un refroidissement excessif de l'huile et sa viscosité excessive, ce qui a provoqué les deux alertes initiales de température et de pression qui ont induit en erreur les pilotes.

## Réaction du poste de pilotage
Après avoir peut-être échoué à reconnaître la nature du problème, privilégiant d'abord un problème d'ordinateur de bord, l'équipage réagit ensuite avec sang-froid et habileté. Il entreprend un déroutement vers une piste d'atterrissage alternative, sur la base aérienne de Lajes, dans les Açores. Un mayday (déclaration de détresse à bord) est lancé. 
Les pilotes renoncent à tenter un amerrissage, trop dangereux. Le transpondeur de l'avion est tombé en panne, ce qui l'empêche d'être détectable sur un radar secondaire, heureusement la base de Lajes est dotée d'un radar primaire militaire qui lui permet de repérer l'avion. Le vol se déroute vers le sud, rejoignant en vol plané la piste d'atterrissage de Lajes. 
L'arrêt des réacteurs provoque l'arrêt du générateur électrique et donc l'arrêt de la plupart des systèmes de pilotage, faute d'électricité. Les pilotes activent l'éolienne de secours qui permet avec la vitesse de l'avion de fournir les systèmes électriques au minimum.  
Comme l'avion arrive trop vite et trop haut, le pilote avise le contrôle aérien qu'il va procéder à un virage à 360° gauche afin de perdre l'altitude excédentaire, il effectuera ensuite des manœuvres en « S » (succession de virages serrés permettant de perdre de l'altitude et de la vitesse) lors de la finale pendant que l'aéroport se prépare à un atterrissage en catastrophe.

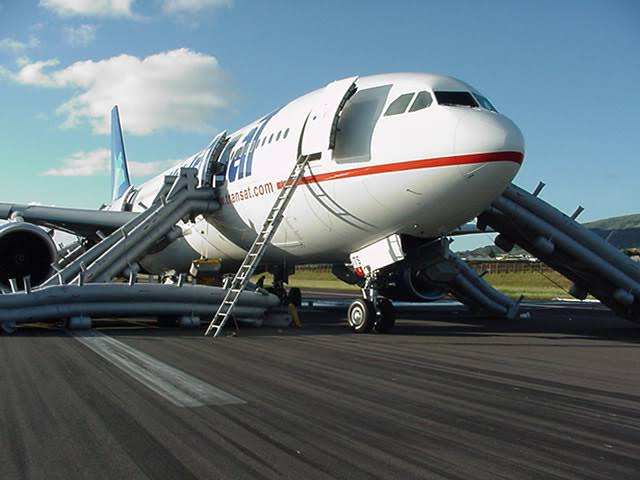
L'A330 assurant le vol 236, photographié peu de temps après son atterrissage d'urgence.

Touchant la piste à une vitesse excessive de 200 nœuds (environ 370 km/h), l'Airbus peut freiner à temps grâce aux freins d'urgence et surtout à la longueur de la piste, 3,3 km, prévue pour l'usage militaire. S'il n'y était pas parvenu, l'Airbus aurait probablement effectué une chute mortelle pour ses passagers, la piste se terminant au ras d'une falaise. Huit des dix pneus éclatent, l'atterrissage est brutal, mais l'avion ne prend pas feu. Tous les passagers et membres d'équipage ont pu sortir sur les toboggans d'urgence. Les pilotes sont traités en héros. 
Quatorze passagers et deux membres d'équipage ont été légèrement blessés, tandis que deux passagers ont été grièvement blessés lors de l'évacuation de l'avion. L'avion a subi des dommages structurels au niveau du train d'atterrissage principal (à cause du contact brutal et de l'abrasion des roues bloquées contre la surface de la piste pendant le roulage sur le tarmac) et au fuselage inférieur (à la fois des déformations structurelles dues au contact brutal et diverses perforations dues à l'impact de débris tombés du train d'atterrissage principal).
Si la panne s'était déclarée plus tôt, si les vents avaient été défavorables ou si l'avion avait suivi comme initialement prévu une route plus au nord, l'avion n'aurait peut-être pas pu atteindre en vol plané cette piste d'atterrissage de secours et aurait été contraint d'amerrir dans des conditions très dangereuses.

## Conséquences
Une enquête est alors menée par le Gabinete de Prevenção e Investigação de Acidentes com Aeronaves (GPIAA), avec l'assistance des autorités françaises et canadiennes, et permet d'identifier les causes probables de l'accident. Quelques jours après l'accident, Air Transat reconnaît son erreur de maintenance et la compagnie est condamnée à une amende d'un million de dollars.
Plusieurs recommandations sont faites, notamment d'apporter des modifications aux systèmes de l'appareil afin de faciliter le diagnostic d'une éventuelle fuite de carburant et de perfectionner la formation des pilotes. 
Airbus accuse les pilotes d'avoir mal géré la fuite de carburant mais apporte des modifications sur le manuel et l'électronique de bord de l'A330 en cas de déséquilibre des réservoirs. L'ordinateur de bord compare désormais tous les niveaux de kérosène avec le plan de vol et signale toute baisse anormale par rapport à la consommation prévue des réacteurs. 
En 2010, Robert Piché pilote encore pour Air Transat jusqu'à sa retraite le 2 octobre 2017, tandis que Dirk DeJager pilote pour Emirates. Les passagers considèrent pour la plupart qu'ils leur doivent la vie. Le pilote et son copilote ont été récompensés en 2002 pour avoir effectué le « plus long vol plané de l'histoire aéronautique » (21 minutes) avec un avion de ligne de cette taille (le 15 avril 1959, une Caravelle d'Air France avait effectué un vol plané Orly-Dijon en 46 minutes, mais la manœuvre avait été soigneusement préparée).

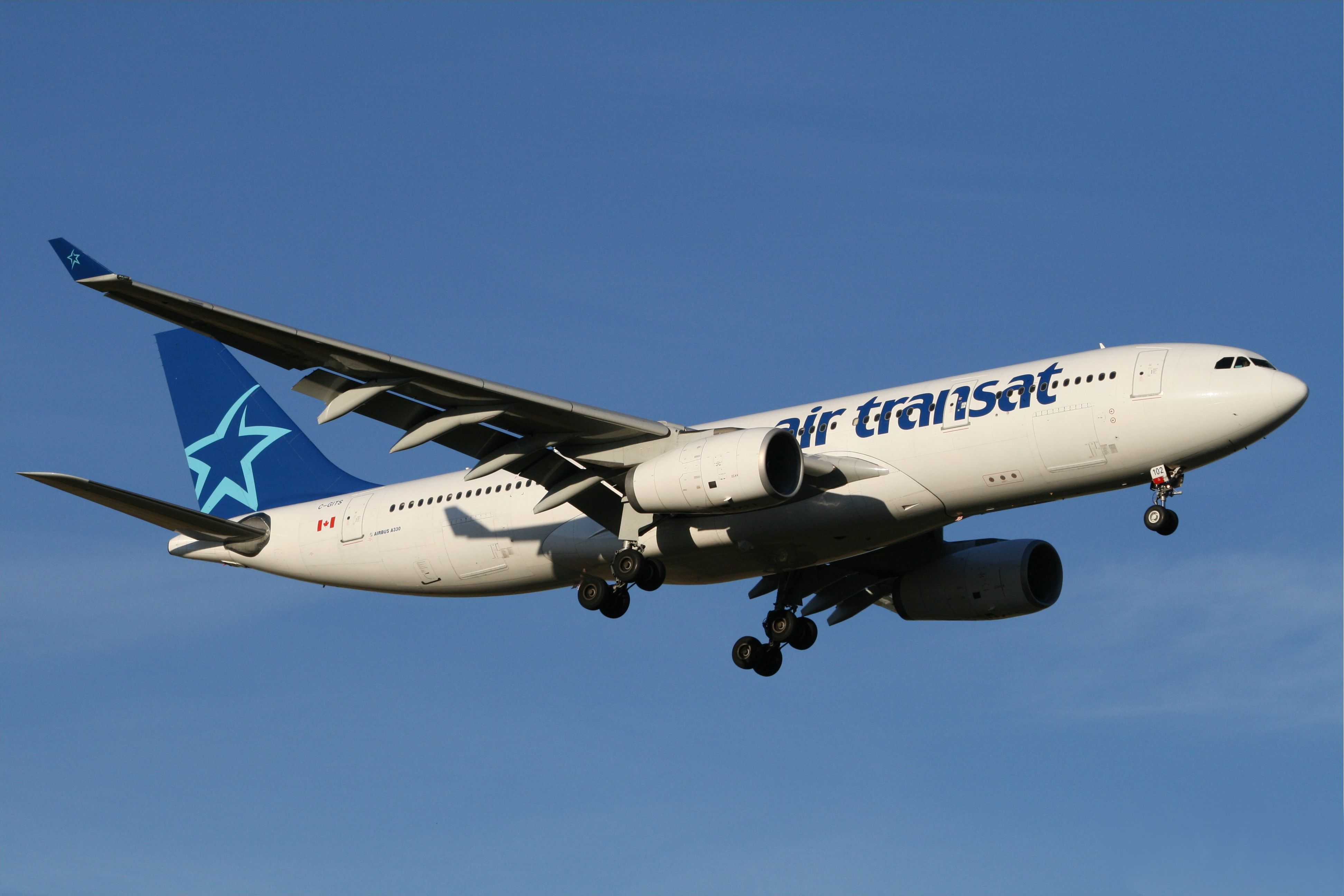
C-GITS, l'appareil impliqué dans l'incident, ici photographié à l'aéroport international de Calgary en septembre 2008.

L'A330 a été réparé et remis en service chez Air Transat en décembre 2001, quatre mois après l'incident. Il a ensuite été placé au stockage en mars 2020, en raison de la pandémie de COVID-19. Le 18 octobre 2021, il a effectué son dernier vol chez Air Transat et a ensuite été restitué a AerCap, qui l'a réimmatriculé N271AD et stocké à Pinal Airpark, en Arizona.

## Dans la culture populaire
L'accident fait l'objet d'un épisode de la série télé Air Crash, intitulé Du bout des ailes. Il est également dépeint dans le film Piché, entre ciel et terre qui raconte de façon romancée la vie de Robert Piché.